# Pulsos binaurales

pulsos binaurales

Un pulso binaural es una ilusión auditiva percibida cuando dos ondas sinusoidales de tono puro, ambas con frecuencias menores a 1500 Hz, y con una diferencia menor a 40 Hz entre ellas, son presentadas a un oyente de manera dicótica, es decir, una a cada uno de los oídos. Por ejemplo, si un tono puro de 530 Hz se presenta en el oído derecho del sujeto, mientras que uno de 520 Hz se presenta en su oído izquierdo, el oyente percibirá la ilusión auditiva de unas variaciones de amplitud, llamadas pulsos binaurales.

## Historia
El término "binaural" significa, literalmente, "escuchar con dos oídos" y apareció en 1859 para referirse a la práctica de escuchar el mismo sonido a través de ambos oídos, o a dos sonidos discretos, uno en cada oído. En 1916 Carl Stumpf (1848-1936), filósofo y psicólogo alemán, distinguió entre la escucha dicótica, la cual se refiere al estímulo de cada oído con un sonido diferente, y la escucha diótica, la estimulación simultánea de ambos oídos con el mismo sonido.
Tiempo después, aparentemente la escucha binaural se convertiría, sea dicótica o diótica, en el medio por el cual la dirección y geolocalización del sonido son determinadas.
La consideración científica de la escucha binaural comenzó antes de que el fenómeno fuera tan conocido, principalmente con las ideas articuladas en 1792 por  William Charles Wells (1757–1817), impresor y médico escocés-estadounidense del Hospital Saint Thomas, Londres. Wells buscó examinar y explicar teóricamente aspectos de la audición humana, incluyendo la forma en la cual la escucha con dos oídos en vez de uno podría afectar a la percepción del sonido, lo cual procedía de su investigación sobre la visión binocular.
Subsecuentemente, entre 1796 y 1802, Giovanni Battista Venturi (1746 - 1822), médico, erudito, hombre de letras, diplomático e historiador de la ciencia, condujo y describió una serie de experimentos con el fin de elucidar la naturaleza de la audición binaural. Fue en un apéndice de una monografía a color que Venturi describió experimentos de localización auditiva usando uno de los dos oídos, concluyendo que "la desigualdad entre las dos impresiones, las cuales son percibidas al mismo tiempo por ambos oídos, determina la dirección correcta del sonido".
Sin embargo, ninguno de los contemporáneos a finales del siglo XVII y principios del XIX consideró su trabajo original digno de mención o atención, con la excepción de Ernst Florens Friedrich Chladni (1756–1827), un físico y músico alemán, el cual es ampliamente citado como el padre de la acústica. Después de investigar el comportamiento de las cuerdas y láminas vibratorias y examinar la forma en como el sonido parecía ser percibido,  Chladni reconoció el trabajo de Venturi's, estando de acuerdo con él de que la habilidad de determinar la localización y la dirección del sonido dependía de diferencias detectadas en un sonido entre ambos oídos, incluyendo la amplitud y frecuencia, subsecuentemente denotadas por el término "diferencias interaurales".
Otras investigaciones históricas significativas en la audición binaural incluyen a aquellas de Charles Wheatstone (1802–1875), un científico inglés cuyas invenciones incluyen a la concertina y el estereoscopio, de Ernst Heinrich Weber (1795–1878), un físico alemán citado como uno de los fundadores de la psicología experimental y de August Seebeck (1805–1849), un científico de la Technische Hochschulehde Dresde, recordado por su trabajo en el sonido y la audición. Como Wells, estos investigadores intentaron comparar y contrastar lo que más tarde sería conocido como audición binaural, con los mismos principios generales de la integración binocular, específicamente los de la mezcla de color binocular. Ellos encontraron que la visión binocularno seguía las leyes de la combinación de colores desde diferentes bandas del espectro visible. En vez de ello, descubrieron que cuando se presentaba un color diferente a cada ojo, ellos no se combinan, sino que a frecuentemente competían por la atención perceptual.
Mientras tanto, Wheatstone conducía experimentos en los cuales presentaba un diapasón diferente a cada oído, declarando:

Es bien conocido que, cuando dos sonidos consonantes se escuchan al mismo tiempo, un tercer sonido resulta de las coincidencias de sus vibraciones, y que este tercer sonido, al cual se le conoce como el armónico de tumba, es siempre equivalente a la unidad, cuando los dos sonidos primitivos son representados por los números enteros más bajos. De acuerdo con esta premisa, seleccione dos diapasones cuyos sonidos difieren por un intervalo constante, exceptuando la octava; coloque los costados  de sus ramas, mientras están en vibración, cerca de un oído, de tal manera que éstos casi toquen el eje acústico; el armónico de tumba resultante será fuertemente audible entonces, combinado con los otros dos sonidos; coloque después un diapasón a cada oído, y la consonancia será escuchada mucho más rica en volumen, pero no serán percibidas las indicaciones audibles del tercer sonido.

La referencia de Wheatstone a la fusión perceptual de los tonos armónicamente relaciones fue directamente relacionada con los principios examinados por Wells. Sin embargo, las dos observaciones fueron ignoradas y permanecieron sin mención por los contemporáneos y subsecuentes investigadores alemanes de las décadas siguientes.
Los experimentos de Venturi fueron repetidos y confirmados por Lord Rayleigh (1842–1919), casi setenta y cinco años después.
Otros investigadores de finales del siglo XVIII y principioes del XIX, los cuales fueron contemporáneos a Lord Rayleigh, también investigaron la significancia de la audición binarual. Estos incluyeron a Louis Trenchard More (1870-1944), un profesor de física, a Harry Shipley Fry (1878-1949), un profesor de química, ambos en la Universidad de Cincinnati, a H. A. Wilson y Charles Samuel Myers, ambos profesores de ciencia en el King's College de Londres y a Alfred M. Mayer (1836 - 1897), un físico estadounidense, cada uno de los cuales conducía investigaciones experimentales con la intención de descubrir los medios por los cuales los humanos cercioraban de la localización, el origen y la dirección del sonido, creyendo que esto era de alguna forma dependiente de la audición dicótica, lo cual se refiere al sonido a través de ambos oídos.
La comprensión de como la diferencia en las señales de sonido entre ambos oídos contribuye al procesamiento auditivo, de tal forma que esta posibilite la localización y la dirección del sonido, tuvo considerable progresión después de la invención del estetoteléfono diferencial, por Somerville Scott Alison en 1859, el cual acuñó el término 'binaural'. Alison basó su estetófono en el estetoscopio, un invento previo de René Théophile Hyacinthe Laennec (1781–1826).
A diferencia del estetoscopio, el cual tenía solamente una pieza sencilla de fuente de sonido colocada sobre el pecho, el estetófono de Alison tenía dos separadas, permitiendo al usuario escuchar y comparar sonidos derivados de dos locaciones discretas. Esto le permitía al médico identificar la fuente del sonido a través de la audición binaural. Subsecuentemente, Alison se refería a este invento como el "estetoscopio binaural", describiéndolo como:

…un instrumento que consiste de dos tubos, trompetas o estetoscopios, provistos con tazas recolectoras y pomos, uno para cada oído respectivamente. Los dos tubos son, por conveniencia, mecanicamente combinados, pero se puede decir que están acusticamente separados, dado que se toman precauciones para el sonido, una vez dentro de uno de los dos tubos, no se comunique con el otro.

## Neurofisiología

### Oscilación cortical y electroencefalografía (EEG)
La actividad de las neuronas genera corrientes eléctricas; la acción sincrónica de los conjuntos neuronales en la corteza cerebral, la cual comprende grandes números de neuronas, producen oscilaciones macroscópicas, las cuales pueden ser monitoreadas y documentadas gráficamente por un electroencefalograma (EEG). Las representaciones electroencefalográficas de estas oscilaciones son típicamente denotadas por el término "ondas cerebrales" en el lenguaje común.
Las ondas cerebrales son rítmicas o de actividad electromecánica repetitiva en el cerebro y el sistema nervioso central. Tales oscilaciones pueden ser caracterizadas por su frecuencia, amplitud y fase. El tejido nervioso puede generar actividad oscilatoria alimentada por mecanismos dentro de las neuronas individuales, así como por interacciones entre ellas. Éste también puede ajustar la frecuencia para sincronizarse con la periodicidad de un estímulo acústico o visual.
La técnica de grabación de la actividad eléctrica neuronal dentro del cerebro desde las lecturas electroquímicas tomadas desde el cuero cabelludo se originó con los experimentos de Richard Caton en 1875, cuyos descubrimientos fueron desarrollados en la electroencefalografía (EEG) por Hans Berger a finales de los años 20.

### Bandas de frecuencia de los conjuntos neuronales en la corteza cerebral
La frecuencia fluctuante de las ondas generadas por la actividad sincrónica de las neuronas corticales, medibles con un electroencefalograma (EEG), via electrodos adjuntos al cuero cabelludo, se categorizan por conveniencia en bandas generales, de acuerdo con la disminución de la frecuencia, medida en Hz (hercios) como se indica a continuación:
- gamma, de 30 a 50 Hz
- beta, de 14 a 30 Hz
- alfa, de 8 a 14 Hz
- zeta, de 4 a 8 Hz
- delta, de 0,1 a 4 Hz

En adición, dos formas adicionales son frecuentemente señaladas en los estudios electroencefalográficos:
- ondas mu, de 8 a 12 Hz
- ondas sigma (huso del sueño), de 12 a 14 Hz
- SMR (sensory motor rhythm: ritmo motor sensorial), de 12,5 a 15,5 Hz[36]

Fue Berger quien describió las bandas de frecuencia delta, zeta, alfa y beta.

### Origen neurofisiológico de la percepción de los pulsos binaurales
La percepción de los pulsos binaruales se origina en el colículo inferior del mesencéfalo y en el complejo olivar superior del tronco del encéfalo, donde las señales auditivas de cada oído se integran y precipitan impulsos eléctricos a lo largo de vías neuronales a través de la formación reticular, desde el mesencéfalo al tálamo, la corteza auditiva primaria y otras regiones corticales.

## Ondas cerebrales y estado mental
Siguiendo la técnica de medición de las ondas cerebrales de Berger, ha permanecido un consenso ubicuo sobre cómo las lecturas del electroencefalograma (EEG) representan patrones con forma de onda en el cerebro que pueden ser alterados en el tiempo, y se correlacionan con los aspectos del estado mental y emocional del sujeto, estatus mental y grado de conciencia y atención. Es, por tanto, ahora establecido y aceptado que las mediciones del electroencefalograma (EEG), incluyendo la frecuencia y la amplitud de las ondas cerebrales, se correlacionan con diferentes estados perceptivos, motores y cognitivos.
Además,  las ondas cerebrales se alteran en respuesta a los cambios en los estímulos ambientales, incluyendo el sonido y la música, y mientras el grado y la naturaleza de la alteración es parcialmente dependiente de la percepción individual, de tal forma que el mismo estímulo puede producir cambios diferentes en las ondas y sus lecturas correspondientes en el electroencefalograma en diferentes sujetos, la frecuencia de las ondas cerebrales corticales, como resultado de la medición en el EEG, también se ha demostrado que estas se sincronizan o entrenan con aquellas de los estímulos externos acústicos o fóticos, con alteraciones que acompañan al estado cognitivo y emocional. Este proceso se conoce como sincronización neuronal o sincronización de ondas cerebrales.

## Sincronización

### Significado y origen del término
La "sincronización" (proveniente de la palabra en inglés entrainment) es un término originalmente derivado de la teoría de sistemas complejos, que denota la forma en como dos o más osciladores independientes y autónomos con ritmos y frecuencias diferentes, cuando son situados en un contexto y a una proximidad donde estos pueden interactuar por tiempo suficiente, se influyen el uno al otro mutuamente, al grado dependiente de la fuerza de acoplamiento, tal que se puedan ajustar hasta que ambas oscilen con la misma frecuencia. Los ejemplos incluyen a la sincronización mecánica o cíclica de dos secadoras eléctricas colocadas en proximidad, así como la biológica, evidente en la iluminación sincronizada de los lampíridos.
La sincronización es un concepto identificado en un principio por el físico holandés Christiaan Huygens en 1665, el cual descubrió el fenómeno durante un experimento con relojes de péndulo: El colocó a cada uno en movimiento y cuando regresó al día siguiente el balanceo de éstos péndulos se había sincronizado.
Tal sincronización ocurre porque pequeñas cantidades de energía son transferidos entre los dos sistemas cuando se encuentran fuera de fase, de tal forma que se produce una retroalimentación negativa. Mientras asumen una relación de fase más estable, la cantidad de energía se reduce gradualmente a cero, siendo el sistema de mayor frecuencia el que se ralentiza, y el de menor el que se acelera.
Por tanto, el término sincronización ha sido usado para describir una tendencia compartida de muchos sistemas físicos y biológicos a sincronizar su periodicidad y ritmo a través de la interacción. Esta tendencia ha sido identificada como específicamente pertinente al estudio del sonido y la música en general, en particular a los ritmos acústicos. Los ejemplos más ubicuos y familiares de sincronización neuromotora a estímulos acústicos es observable en los golpes espontáneos de pies o dedos al pulso rítmico de una canción.

### Sincronización exógena
La sincronización rítmica exógena, la cual ocurre fuera del cuerpo, ha sido identificada y documentada por una variedad de actividades humanas, las cuales incluyen a la forma en como la gente ajusta el ritmo de sus patrones de habla a aquellos del sujeto con el cual se comunican, así como al unísono rítmico de una audiencia aplaudiendo.
Incluso entre grupos de extraños, la tasa de respiración, movimientos motrices y patrones de habla rítmicos han sido observados en sincronización, en respuesta a los estímulos auditivos, tales como una pieza de música con un ritmo consistente. Por otro lado, la sincronización motriz a un estímulo táctil repetitivo ocurre en animales, incluyendo a gatos, monos y humanos, con sus variaciones que acompañan a las lecturas de electroencefalograma.

### Sincronización endógena
Ejemplos de sincronización endógena, las cuales ocurren dentro del cuerpo, incluyen a la de los ciclos de sueño-vigilia circadiano humano a las 24 horas de luz y oscuridad, así como la sincronización de un latido de corazón a un marcapasos.

### Sincronización de ondas cerebrales
Las ondas cerebrales, u ondas neuronales, comparten los componentes fundamentales de las formas de onda ópticas y acústicas, incluyendo la frecuencia, amplitud y periodicidad. Consecuentemente, el descubrimiento de Huygens produjo investigaciones sobre si la actividad eléctrica sincrónica de los conjuntos neurales de la corteza cerebral podía no solo alterarse en respuesta a los estímulos acústicos u ópticos, sino también sincronizar su frecuencia a aquella del estímulo específico.
La sincronización de ondas cerebrales (cuyo término en inglés corresponde a Brainwave entrainment) es un coloquialismo para tal "sincronización neural", el cual es usado para denotar la forma en la que la frecuencia agregada de las oscilaciones producidas por la actividad eléctrica sincrónica en conjuntos de neuronas corticales puede ajustarse para sincronizarse con la periodicidad de un estímulo externo, tal como la frecuencia acústica sostenida percibida como altura, un patrón de repetición regular de sonidos intermitentes, percibido como ritmo o una luz intermitente con ritmo regular.

### La frecuencia después de la respuesta y la conducción auditiva
La sincronización hipotética de las ondas cerebrales a la frecuencia de un estímulo acústico ocurre por medio de la frecuencia después de la respuesta o FFR (Frequency following response por sus siglas en inglés) , también conocida como frecuencia después del potencial o FFP (Frequency Following Potential). El uso del sonido con intención de influir en la frecuencia de las ondas ceberales corticales se conoce como conducción auditiva (auditory driving en inglés).
La conducción auditiva se refiere a la habilidad hipotética de un estímulo auditivo rítmico para "conducir" la actividad eléctrica neural a sincronizarse con éste. Por los principios de tal hipótesis, se  propone que, por ejemplo, un sujeto que escucha ritmos de batería a 8 pulsos por segundo, será influenciado de tal manera que la lectura del electroencefalograma (EEG) mostrará una actividad en el rango de los 8 Hz, en la banda superior de ondas theta o la banda inferior de ondas alfa.

### Pulsos binaurales y sincronización neural
Uno de los problemas inherentes a cualquier investigación científica conducida para aclarar si las ondas cerebrales pueden sincronizarse con la frecuencia de un estímulo acústico es que los sujetos rara vez escuchan frecuencias debajo de los 20 Hz, el cual es exactamente el rango de las ondas Delta, Theta, Alpha y Beta inferiores o medias. Entre los métodos por los cuales algunas investigaciones han buscado superar el problema se encuentra la medición de las lecturas de electroencefalograma (EEG) de un sujeto mientras él o ella escucha los pulsos binaurales. Posterior a tales investigaciones, surge evidencia significativa para mostrar que tal escucha produce conducción auditiva por la cual los conjuntos de neuronas corticales sincronizan sus frecuencias a aquellas del pulso binaural, con cambios asociados en la experiencia subjetiva reportada de estados emocionales y cognitivos. Es, sin embargo, posible que la causa real de los cambios observados se encuentre en los audífonos, en vez del sonido por sí mismo, como fue demostrado en 2002 durante una presentación de la Universidad de Virginia en la Sociedad para la Investigación Psicofisiológica. Fue demostrado que los cambios en el EEG no ocurrieron cuando los audífonos electromagnéticos estándar fueron reemplazados por audífonos de conducción de aire, los cuales fueron conectados a un transductor remoto por medio de tubos de goma. Esto sugiere que la base de los efectos de sincronización es electromagnética en vez de acústica.

## Pulsos binaurales y música
Muchos de los reportes antes mencionados se basan en el uso de estímulos auditorios que combinan pulsos binaurales con otros sonidos, incluyendo la música y el habla guiada. Consecuentemente, esto imposibilita la atribución de cualquier influencia o resultado positivo para el oyente específicamente a la percepción de los pulsos binaurales. Muy pocos estudios han buscado aislar el efecto de los pulsos en los participantes. Sin embargo, los hallazgos iniciales en uno de los experimentos sugiere que escuchar pulsos binaurales puede ejercer influencia en los componentes de baja y alta frecuencia de la variabilidad del ritmo cardiaco, además de que puede incrementar sentimientos de relajación.
A pesar de este problema, una reseña de descubrimientos de investigaciones sugiere que escuchar música y otros sonidos puede modular la excitación del sistema nervioso autónomo a través de la sincronización de las oscilaciones neuronales. Además, la música en general y los patrones rítmicos, tales como los producidos por la interpretación percusiva, principalmente incluyendo a los tambores, han demostrado ser influyentes en la excitación neuronal de manera ergotrópica y trofotrópica, incrementando y decrementando la actividad respectivamente. Se ha demostrado que dicha estímulación auditiva mejora la función inmunológica, facilita la relajación, mejora el estado de ánimo y contribuye al alivio del estrés.
Mientras tanto, los beneficios terapéuticos de escuchar sonidos y música, sea el resultado atribuido a la sincronización neural o no, son un principio bien establecido sobre el cual la práctica de la terapia musical receptiva se encuentra fundamentada. El término "terapia musical receptiva" denota un proceso por el cual los pacientes o participantes escuchan música con la intención específica de obtener beneficio terapéutico, y es un término usado por los terapeutas para distinguirlo de la "terapia de música activa", por el cual los pacientes o participantes se involucran en la producción de música instrumental o vocal.
La terapia musical receptiva es una intervención adjunta adecuada para el tratamiento de un cierto rango de condiciones mentales y físicas.
Mientras tanto, los cambios evidentes en las ondas cerebrales producidos por escuchar música, los cuales son demostrables a través de las mediciones del EEG, han contribuido al desarrollo de la terapia musical neurológica, la cual utiliza música como una intervención receptiva y activa, para contribuir al tratamiento y administración de desórdenes caracterizados por las discapacidades de las partes del cerebro y el sistema nervioso central, incluyendo accidentes cerebrovasculares, traumatismo craneoencefálico, enfermedad de Parkinson, enfermedad de Huntington, parálisis cerebral, enfermedad de Alzheimer y autismo.

## Estados de conciencia alterados
Histórica y generalmente la música, y específicamente la interpretación percusiva, fue y permanece íntegra a la ceremonia de ritual y la práctica espiritual entre los primeros pueblos y los indígenas y sus descendientes, donde es a veces usada para inducir el estado alterado de conciencia o NOSC (Non ordinary state of conciousness en inglés), el cual se cree que es un requisito para la comunicación con las energías espirituales y entes.
Mientras que no hay evidencia científica de la existencia de tal energía o entes, y por tanto de la capacidad del ser humano para comunicarse con ellos, los descubrimientos de algunas investigaciones contemporáneas sugieren que escuchar sonidos rítmicos, en especial percusiones, puede inducir a la experiencia subjetiva de un estado alterado de conciencia, con perfiles EEG comparables a aquellos asociados con algunas formas de meditación, mientras que también incrementa la susceptibilidad a la hipnosis. Específicamente, algunas investigaciones muestran que las lecturas del electroencefalograma registradas mientras el sujeto está meditando, son comparables a aquellas mientras la persona escucha pulsos binaurales, caracterizados por la actividad incrementada en las bandas alfa y theta.